# Dom Muz
Dom Muz – dawna toruńska samorządowa instytucja kulturalna utworzona 15 kwietnia 1993 roku. Jej główna siedziba mieściła się przy ul. Podmurnej 1/3, miała również filie przy ul. Okólnej 169 i Poznańskiej 52. Zajmowała się tworzeniem i wspieraniem działalności kulturalnej oraz tworzeniu różnorodnych form i przejawów aktywności twórczej. W 1998 roku w siedzibie przy Podmurnej 1/3 utworzono Galerię Muz, galerię skupiającej się na promocji i rozpowszechnianiu sztuki współczesnej i nowoczesnej. 1 stycznia 2020 roku doszło do połączenia Centrum Kultury Dwór Artusa z Domem Muz. Jednostki należące do Domu Muz przekształcono w filie Centrum Kultury.